# Cmentarz Przemienienia Pańskiego w Moskwie
Cmentarz Przemienienia Pańskiego w Moskwie (ros. Преображенское кладбище) – nekropolia położona we wschodniej części Moskwy, która została ufundowana przez fiedosiejewskiego kupca Ilję Kawylina w 1771 roku i stanowi główny ośrodek staroobrzędowców-fiedosiejewców. 